# The Marvelous Misadventures of Flapjack
The Marvelous Misadventures of Flapjack (As Trapalhadas de Flapjack, no Brasil) é uma série de animação estadunidense criada por Thurop Van Orman para o canal de televisão Cartoon Network. A série estreou no dia 5 de junho de 2008 na Cartoon Network nos Estados Unidos. Estreou no Brasil em 7 de novembro de 2008.
A série conta a história de Flapjack, um menino ingênuo que foi criado por uma baleia chamada Bolha e é orientado por um velho e experiente pirata chamado de Capitão Falange. O trio passa seus dias em Porto Tempestade, local onde a maior parte da série acontece, enquanto eles buscam maneiras de encontrar a Ilha Açúcar.
Van Orman apresentou a sua ideia ao Cartoon Network em 2001. Ele se inspirou em seus próprios sonhos de aventuras marinhas que viveu enquanto vivia na Flórida quando era garoto. A série teve três temporadas e 46 episódios e foi finalizada em 30 de agosto de 2010. Durante sua exibição, Flapjack recebeu duas indicações ao Primetime Emmy Award, duas indicações ao Annie Awards e uma indicação ao Golden Reel Awards.

## Sinopse

### Ambientação
A maioria dos personagens vive na cidade fictícia de Porto Tempestade (Stormalong Harbor). A cidade é construída no meio do oceano com poucas porções de terra ao redor. É possível nadar por baixo da cidade, o que muitas vezes é feito por Bolha (Bubbie). Os cidadãos mais ricos vivem em píeres mais elevados, que têm terras de cultivo de vegetação ligadas a ela, enquanto a classe mais baixa vive mais abaixo na cidade. Porto Tempestade também tem um sistema de esgoto e uma série de túneis. A maioria dos habitantes são marinheiros ou piratas estão constantemente visitando outras terras. A cidade tem uma grande variedade de lojas (muitas vezes bizarras), incluindo uma espécie bar que serve diferentes tipos doces ao vez de álcool, a Barrica Doce (The Candy Barrel). A cidade aparenta ter um alto nível de crime e corrupção presenciada em alguns episódios da trama.

### Trama
A série gira em torno de três personagens principais: Flapjack, Capitão Falange (Captain K'nucles) e Bolha (Bubbie). Flapjack e a baleia Bolha levam uma vida pacífica até que a dupla resgata um pirata chamado Capitão Falange, que conta a Flapjack de um lugar chamado Ilha Açúcar, uma ilha feita inteiramente de doces. O trio entra em situações estranhas e em diversas "desventuras" em busca de doces, da Ilha Açúcar e do cobiçado título de "Aventureiro". Os três passam a maior parte do tempo em Porto Tempestade, seu local de residência, e lar de muitos personagens.

## Episódios
A série possui 46 episódios distribuídos em três temporadas. A maioria dos episódios possuem dois segmentos, totalizando 91 segmentos exibidos orginalmente em 07 de maio de 2007 até 30 de agosto de 2010.
| Temporada | Temporada | Episódios         | Exibição original   | Exibição original    |
| Temporada | Temporada | Episódios         | Estreia             | Final                |
| --------- | --------- | ----------------- | ------------------- | -------------------- |
|           | Piloto    | 1 (2 segmentos)   | 7 de maio de 2007   | 7 de maio de 2007    |
|           | 1         | 20 (40 segmentos) | 5 de junho de 2008  | 23 de julho de 2009  |
|           | 2         | 20 (38 segmentos) | 30 de julho de 2009 | 21 de junho de 2010  |
|           | 3         | 6 (12 segmentos)  | 5 de julho de 2010  | 30 de agosto de 2010 |

## Dublagem
| Personagem          | Dublador           | Dublador                                                                                       |
| ------------------- | ------------------ | ---------------------------------------------------------------------------------------------- |
| Flapjack            | Thurop Van Orman   | Gustavo Pereira (1ª voz) Douglas Leal (2ª voz) Alexandre Moreno (3ª voz, episódios redublados) |
| Capitão Falange     | Brian Doyle Murray | Ronaldo Júlio                                                                                  |
| Bolha               | Roz Ryan           | Carla Pompílio                                                                                 |
| Luís Hortelã        | Jeff Bennett       | McKeidy Lisita                                                                                 |
| Dona Tonhão         | Daran Norris       | Rita Lopes (1ª voz) Vânia Alexandre (2ª voz)                                                   |
| Doutor Barbeiro     | Steve Little       | Duda Espinoza (1ª e 3ª voz) Luiz Carlos Persy (2ª voz)                                         |
| Sally Xarope        | Jackie Buscarino   | Fernanda Baronne (1ª voz) Flávia Saddy (2ª voz)                                                |
| Direção de Dublagem | Fernanda Baronne   | Fernanda Baronne                                                                               |
| Tradução            | Renato Rosenberg   | Renato Rosenberg                                                                               |

- Vozes adicionais: Airam Pinheiro, Andrea Murucci, Bruno Rocha, Carlos Gesteira, Charles Emmanuel, Cláudio Galvan, Emília Rey, Evie Saide, Fernanda Baronne, Guilherme Briggs, Guto Nejaim, Jorge Rebello, Erik Lopes, Júlio Chaves, Luiz Carlos Persy, Marcelo Coutinho, Marcelo Garcia, Márcia Coutinho, Márcia Morelli, Márcio Dondi, Marlene Costa, Nádia Carvalho, Philippe Maia, Reginaldo Primo, Ricardo Telles, Sérgio Fortuna e Wirley Contaifer
- Locutores: Carlos Gesteira, Cláudio Galvan, Marcelo Coutinho e McKeidy Lista
- Direção Musical: Marcelo Coutinho
- Estúdio: Double Sound, Rio de Janeiro, RJ

## Personagens

### Principais
- Flapjack: É um menino muito ingênuo, com um forte espírito aventureiro que vive dentro de uma baleia falante chamada Bolha, que é sua "mãe". Quer provar à sua protetora que sabe se cuidar sozinho. É bastante levado e arruma várias confusões com seu amigo e ídolo Capitão Falange. Flapjack também é muito curioso e inocente. Por ser muito inocente, puro e ingênuo, Flapjack não vê maldade em ninguém, o que acaba fazendo com que pessoas mal intencionadas se aproveitem dele. Até mesmo o próprio Capitão Falange já se aproveitou da inocência do garoto. Todos gostam dele e nunca brigam com ele, exceto quando ele está junto do Capitão Falange.

- Capitão Falange: Um velho marujo que diz ser o maior aventureiro da história, porém, hoje em dia ele só tira sonecas, bebe xarope de ácer e conta histórias super mentirosas e inventadas ou tiradas de um gibi. Ele adora doces e por isso sonha em encontrar a "Ilha Açúcar", uma ilha feita de todos os tipos de doces, mas enquanto seu sonho não se realiza, ele e seu amigo Flapjack vivem em busca de aventuras no próprio Porto Tempestade. Falange perdeu partes do corpo em acidentes e usa próteses de madeira: braços e pernas de madeira, dentes de madeira e parte do abdômen de madeira. Na maioria dos episódios ele afirma não saber ler, mas no episódio em que Flapjack acha ser um anjo da guarda, Falanje consegue ler o rótulo do tal "Tônico Reavivante", que eram lágrimas de anjos da guarda.
- Bolha: Uma baleia falante que é como uma mãe para o pequeno Flapjack. Ela não tem muita afeição pelo Capitão Falange e por suas histórias. É também a baleia mais veloz dos sete mares (e já provou isso - contra a própria vontade, é claro). Seu maior sonho é voar pelo céu como um pássaro (e ela já o realizou). Ela normalmente não costuma participar das aventuras de Flapjack e Capitão Falange, pois gosta muito de se aventurar sozinha, vendo através de buracos a vida dos outros habitantes de Porto Tempestade.

### Recorrentes
- Luís Hortelã: É o dono do estabelecimento chamado "Barrica Doce" ("Barril dos Doces" em alguns episódios) e quem fornece doces a todos os moradores de Porto Tempestade. Assim como Flapjack e Capitão Falange, ele também está à procura da Ilha Açúcar. Ele detesta picles e é casado com a "Esposa Doce", uma mulher feita de diversos tipos de doces.

- Doutor Barbeiro: É o médico, cabeleireiro e barbeiro de Porto Tempestade. Sua clínica fica ao lado de sua barbearia, por isso ele atua como barbeiro, e médico. No entanto, ele usa as maneiras mais assustadoras e dolorosas possíveis de curar seus pacientes de doenças. Assim como Flapjack, Capitão Falange e Luís Hortelã, ele também está à procura da Ilha Açúcar.

- Dona Tonhão: Uma mulher baixinha, ranzinza e muito maldosa e arrogante, que trabalha distribuindo multas para os moradores de Porto Tempestade. Todas as multas que ela dá para alguém, ela junta formando bonequinhos das pessoas. Ela possui uma paixão secreta pelo Capitão Falange, apesar de considerá-lo como o capitão aventureiro preguiçoso que recebe mais multas que todos.
- Esposa Doce: É a mulher feita de doces do Luís Hortelã. Ela é muito amada pelo seu marido mesmo sendo apenas um monte de doces em forma de gente. O Capitão Falange também gosta dela, o que gera um certo conflito entre ele e Hortelã. Mesmo sendo feita de doces, já demonstrou ter vida própria em um dos episódios.
- Wally Hilário: Um morador de Porto Tempestade e amigo de Flapjack. Sempre anda carregando dois baldes e seu maior hobby é o de contar piadas que são muito sem graça, que apenas Flapjack consegue achar graça. Ele é o filho perdido de Lady Niquelcheio. Também é conhecido em Porto Tempestade por Lolly Tombadilho.
- Lady Niquelcheio: Uma madame rica que mora numa mansão enorme em Porto Tempestade. Ela é a pessoa mais rica da cidade e está sempre acompanhada de seu mordomo Charles. Ela também é a mãe de Loly.
- Sally Xarope: Filha do inventor aéreo da ilha. É a melhor amiga de Flapjack. Já foi à Ilha Sangue, e de lá, pegou uma concha que tinha um inseto em forma de coração. Apareceu nos episódios "Picadas de amor" e "O Retorno da Sally Xarope". Além disso, tem um interesse amoroso por Flapjack.